# Rio de Loba
Rio de Loba ist eine Gemeinde (Freguesia) im portugiesischen Kreis Viseu. In ihr leben 9009 Einwohner (Stand 19. April 2021).